# John Hoben
John Grey Hoben (New York, 6 maggio 1884 – Long Island, 5 luglio 1915) è stato un canottiere statunitense.
Hoben partecipò ai Giochi olimpici di Saint Louis 1904 con la squadra Ravenswood Boat Club nella gara di due di coppia, in cui conquistò la medaglia d'argento. Il suo compagno di coppia fu Jamie McLoughlin.
Di professione era ingegnere civile.

## Palmarès
In carriera ha conseguito i seguenti risultati:
- Giochi olimpici

St. Louis 1904: argento nel due di coppia.